# Breareds landskommun
Breareds landskommun  var en tidigare kommun i Hallands län.

## Administrativ historik
När 1862 års kommunalförordningar trädde i kraft inrättades i Sverige cirka 2 500 kommuner. Huvuddelen av dessa var landskommuner (baserade på den äldre sockenindelningen), vartill kom 89 städer och åtta köpingar. Då inrättades i  Breareds socken i Tönnersjö härad i Halland denna kommun. 
Vid kommunreformen 1952 uppgick denna  landskommun i Simlångsdalens landskommun som senare 1967 uppgick i Halmstads stad som 1971 ombildades till Halmstads kommun.

## Politik

### Mandatfördelning i Breareds landskommun 1938-1946
| 6 | 8 | 1 | 5 |

| 19 |

| 5 | 1 | 9 | 5 |

| 19 |

| 5 | 11 | 1 | 3 |

| 20 |